# 연암율금로
연암율금로(Yeonamyulgeum-ro)는 충청남도 천안시 서북구 서북구 성환읍복지관사거리에서 아산시 음봉면 원남삼거리를 잇는 도로이다.

## 주요경유지
충청남도
- 천안시 서북구 성환읍 - 아산시 음봉면

## 노선
| 이름                | 접속 노선                  | 소재지        | 소재지        | 소재지        | 비고          |
| 성진로와 직결       | 성진로와 직결              | 성진로와 직결 | 성진로와 직결 | 성진로와 직결 | 성진로와 직결 |
| ------------------- | -------------------------- | ------------- | ------------- | ------------- | ------------- |
| 복지관사거리        | 성진로 천안대로            | 천안시        | 서북구        | 성환읍        |               |
| 매주사거리          | 성환1로                    | 천안시        | 서북구        | 성환읍        |               |
| 매주육교            |                            | 천안시        | 서북구        | 성환읍        |               |
| 매주교              |                            | 천안시        | 서북구        | 성환읍        |               |
| 매주 교차로         | 국도 제1호선 (삼사로)      | 천안시        | 서북구        | 성환읍        |               |
| 율금교              |                            | 천안시        | 서북구        | 성환읍        |               |
| 쌍용사거리          | 관용로                     | 아산시        | 음봉면        | 음봉면        |               |
| 음봉산단 교차로     | 국도 제43호선 (세종평택로) | 아산시        | 음봉면        | 음봉면        |               |
| 하이마이크론 교차로 | 연암산로                   | 아산시        | 음봉면        | 음봉면        |               |
| 두원공조 교차로     |                            | 아산시        | 음봉면        | 음봉면        |               |
| 원남 교차로         | 국도 제45호선 (충무로)     | 아산시        | 음봉면        | 음봉면        |               |
| 원남삼거리          | 음봉면로 음봉면로251번길   | 아산시        | 음봉면        | 음봉면        |               |

## 주요 건물 및 시설

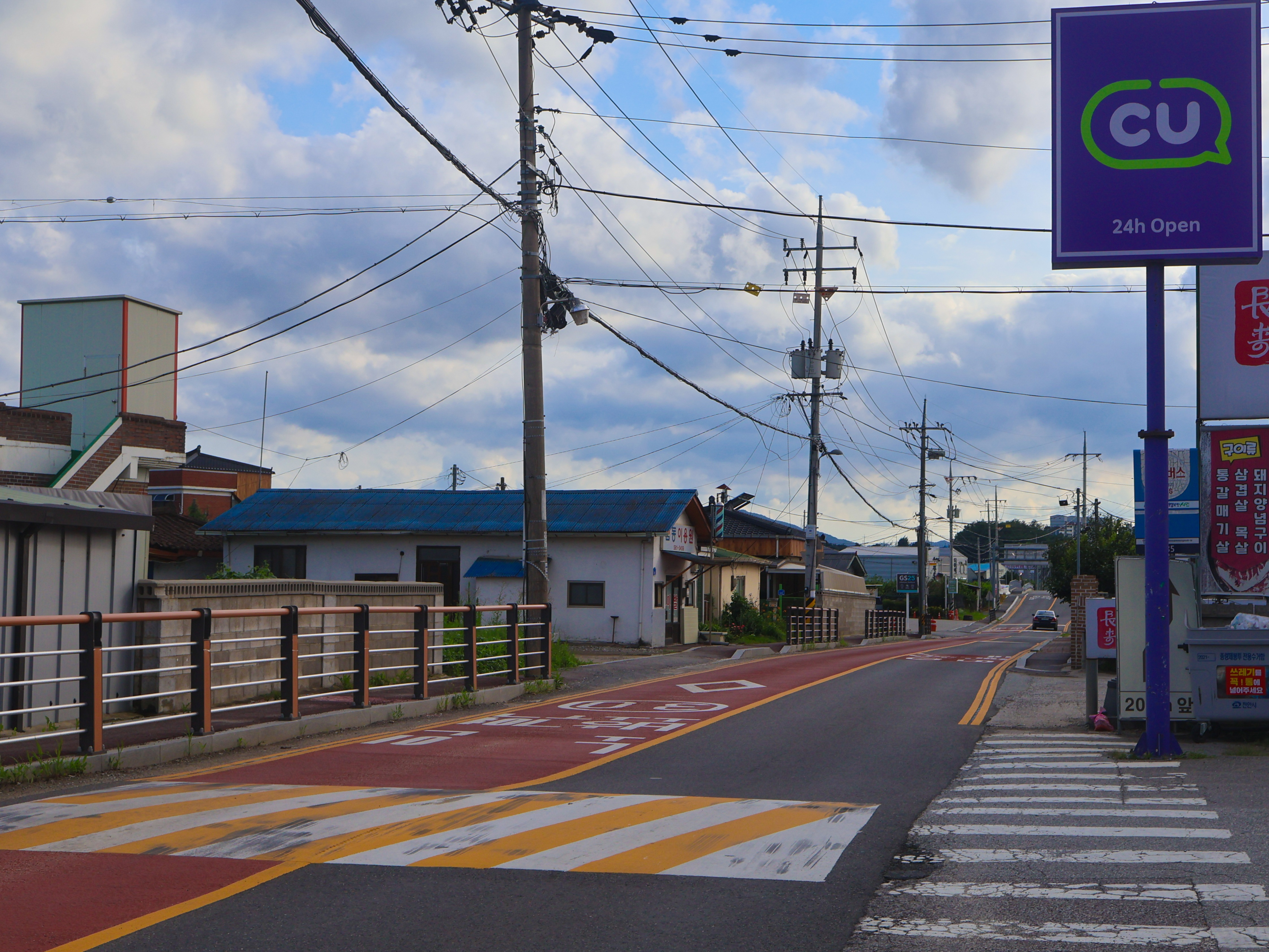
CU 성환휴게소점

- SK에너지 삼성주유소 (연암율금로 78/원남리 94-2)
- CU 성환휴게소점 (염암율금로 387/매주리 362-16)
- 매주3리복지회관 (연암율금로 389/매주리 362-4)
- 이마트24 아산음봉점 (연암율금로  399/쌍룡리 345-1)
- GS25 성환베스트점 (연암율금로 464/매주리 330-7)
- 음봉쌍용보건진료소 (연암율금로 489/쌍룡리 129)
- 농협 천안배원예농협 하나로마트 (연암율금로 508/매주리 304-18)
- 농협 천안배농협 (연암율금로 508/매주리 304-18)
- GS25 아산연암율금점 (연암율금로 572/쌍암리 199-1)
- HD현대오일뱅크 쌍암주유소 (연암율금로 555/쌍암리 267-7)

## 갤러리

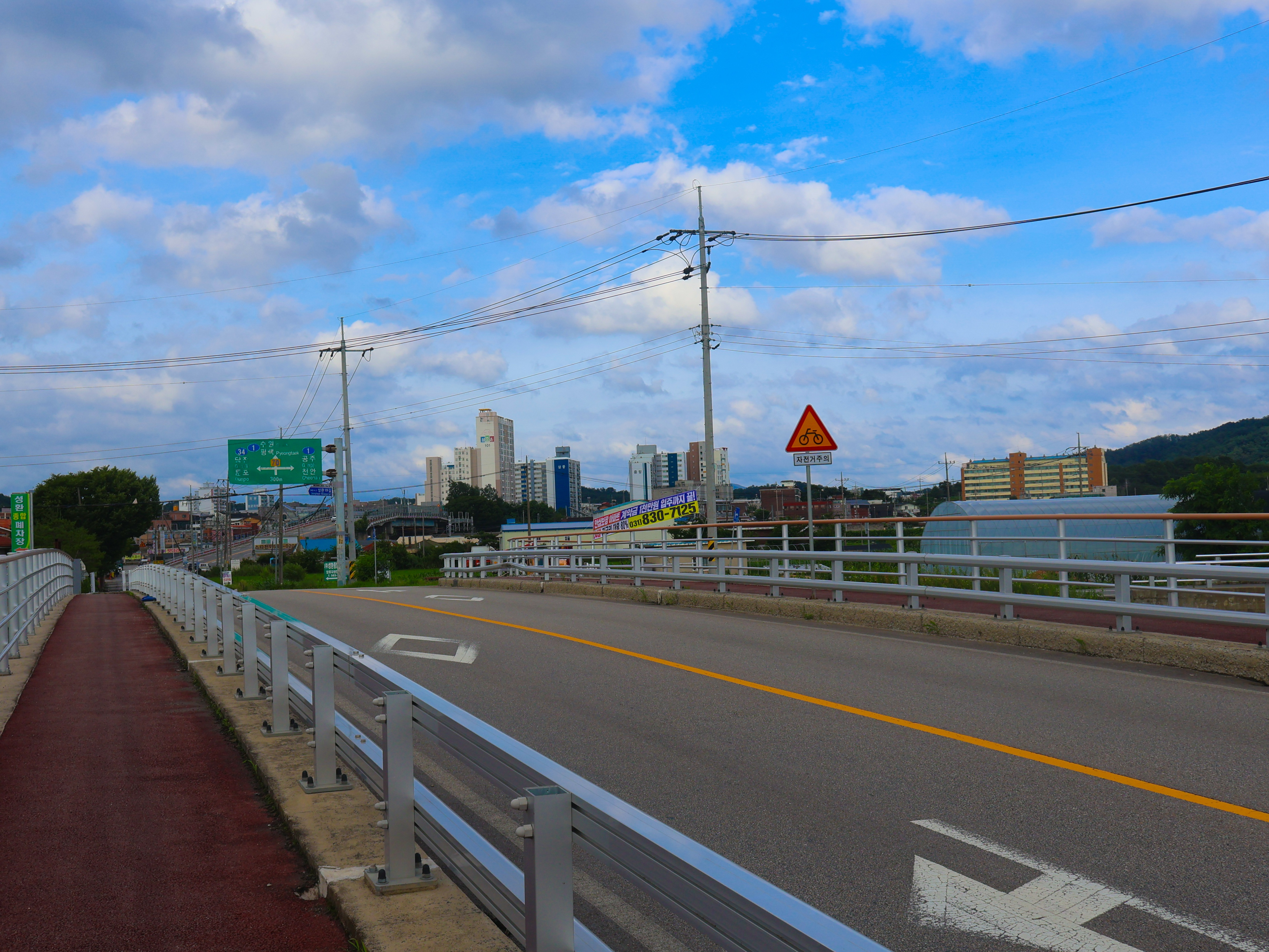
왕복 2차선의 매주교
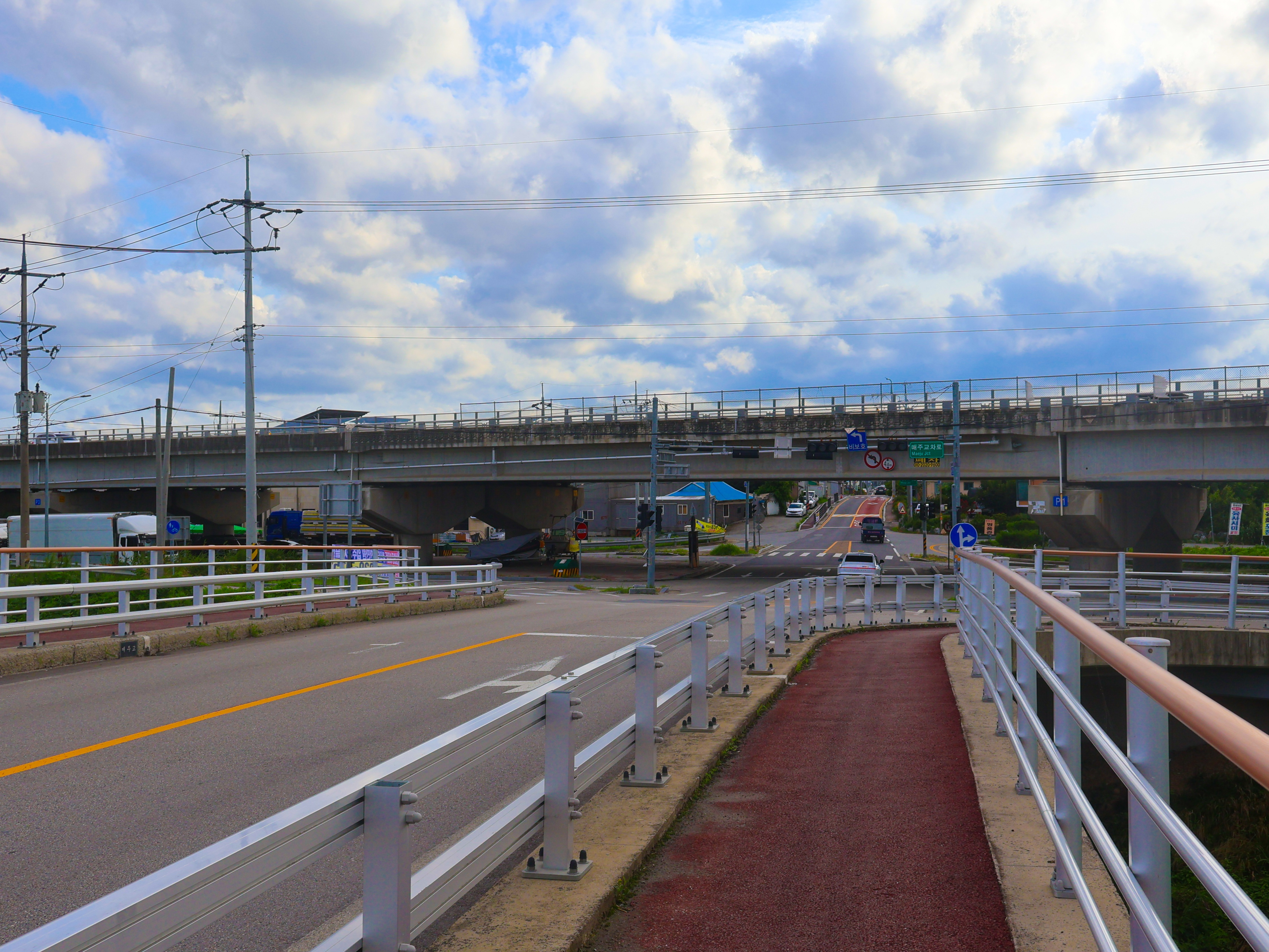
왕복 2차선의 매주교
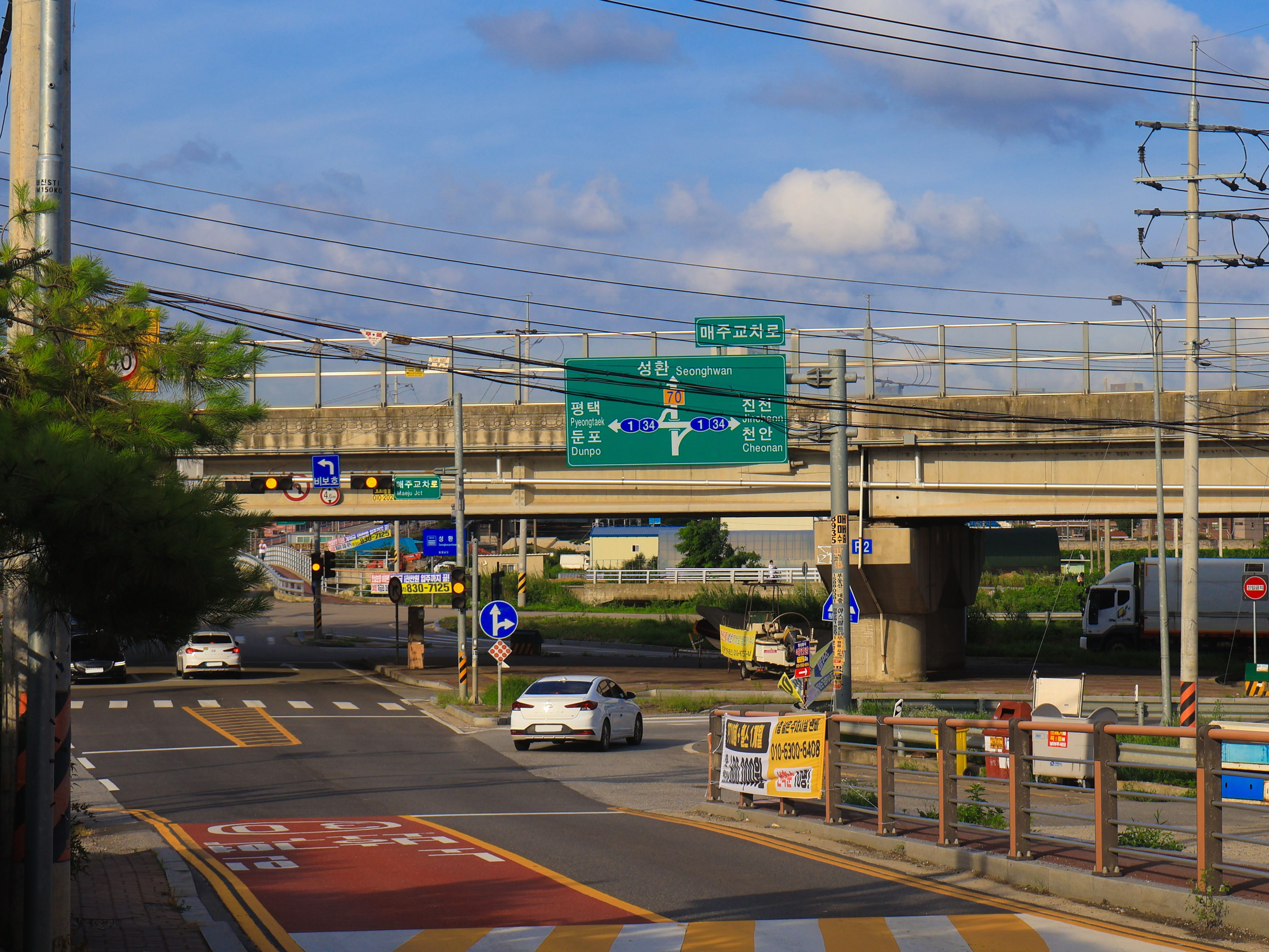
매주교차로
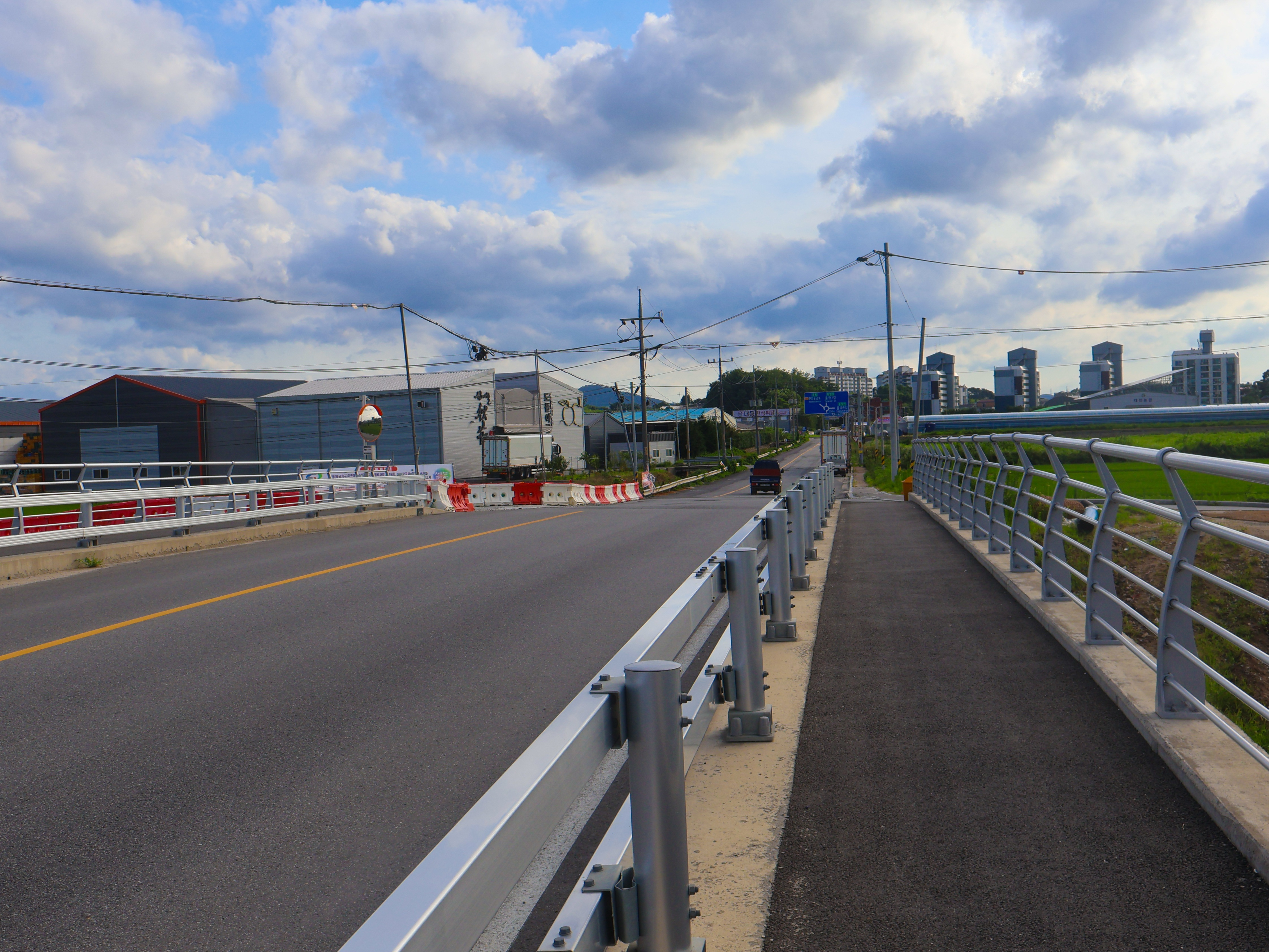
율금교
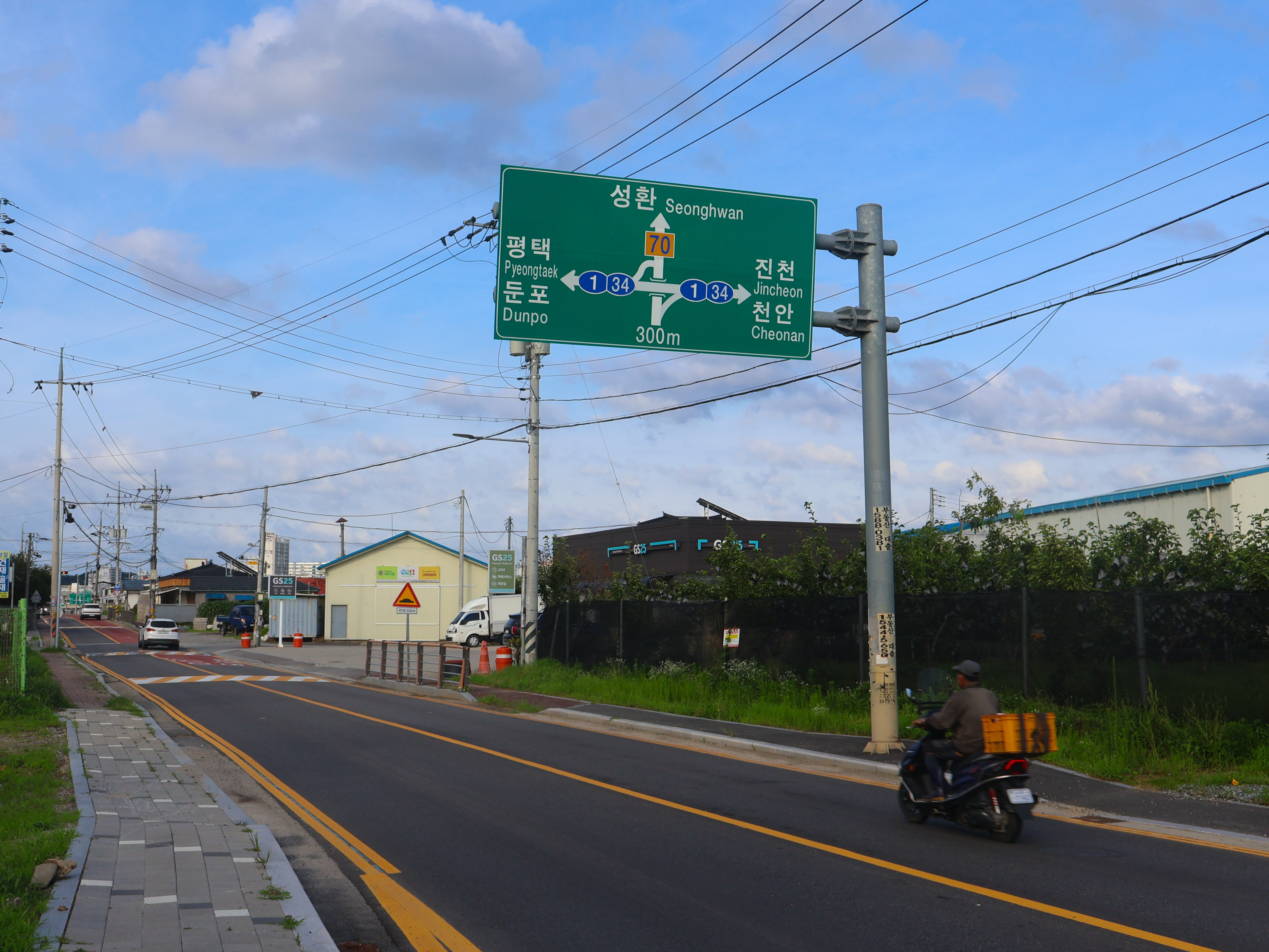
노인보호구역 진입 전
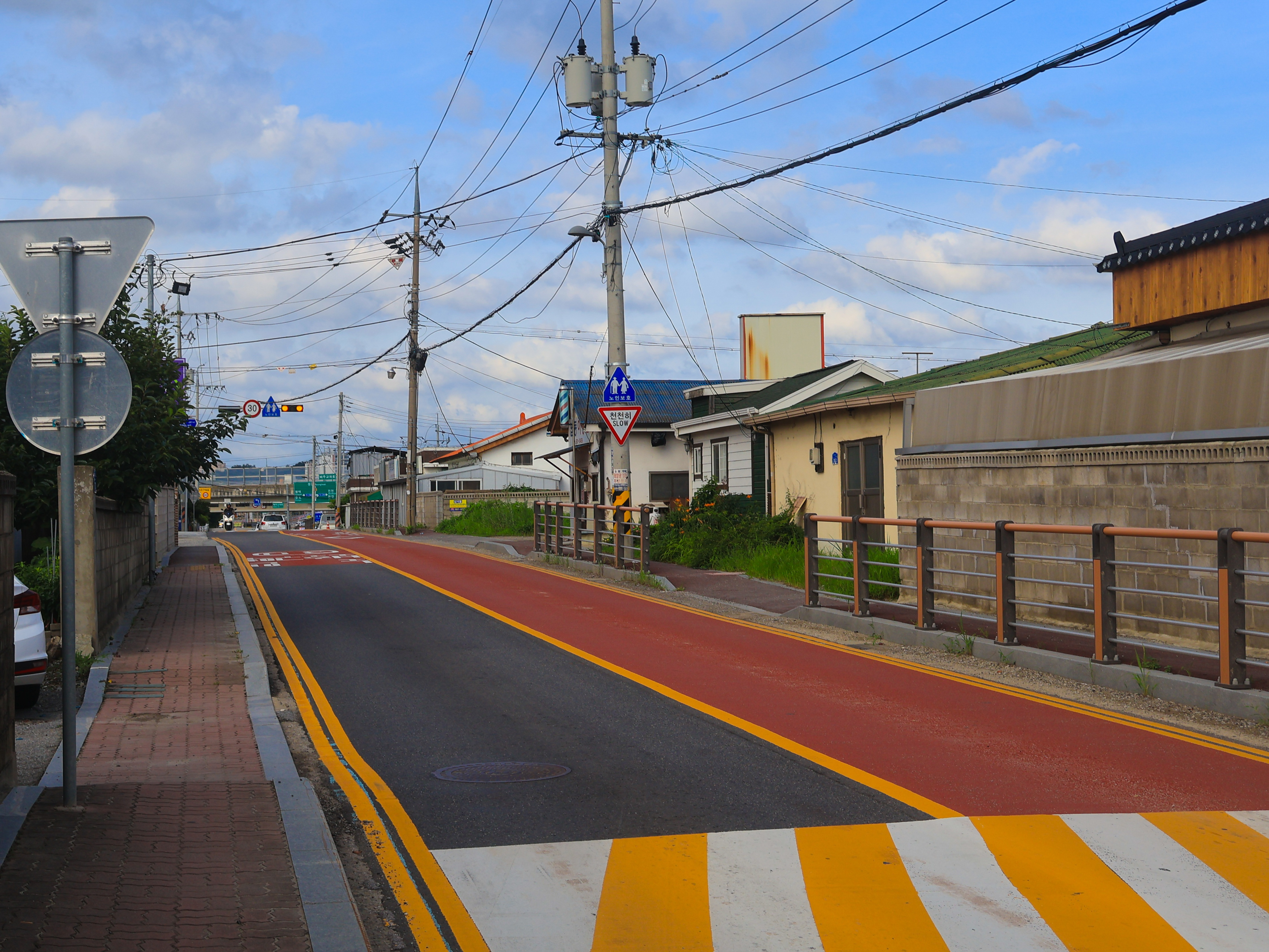
노인보호구역
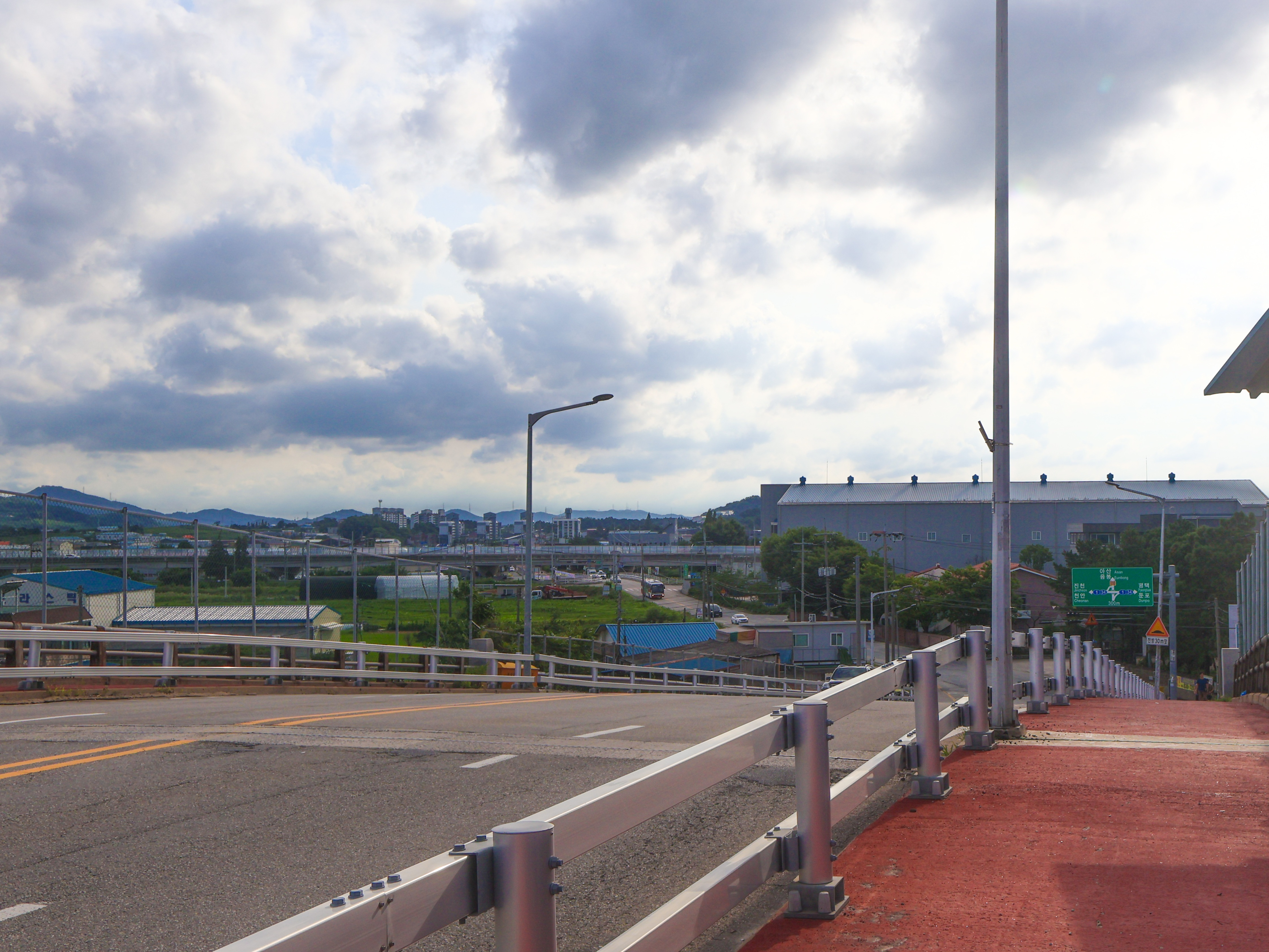
왕복 4차선의 매주육교